# Roca Rodona (Santa Cristina d'Aro)
La Roca Rodona és una muntanya de 126 metres que es troba al municipi de Santa Cristina d'Aro, a la comarca catalana del Baix Empordà.